# Темна половина (фільм)
«Темна половина» (англ. The Dark Half) — американський фільм жахів 1993 року за однойменним романом Стівена Кінга.
Тед Бомонт — письменник, який пише під псевдонімом Джордж Старк успішні романи про безжального бандита Алексиса «Машину». Коли Бомонт вирішує порвати з минулим, його альтерего містичним чином стає окремою людиною та починає вбивати людей, щоб змусити Теда писати продовження.

## Сюжет
Тед Бомонт — визнаний критиками письменник, чиї романи проте погано продаються. Тому він пише низькопробне чтиво під псевдонімом Джордж Старк. Ці книги розповідають про бандита Алексиса на прізвисько Машина, і їх охоче розкуповують. Письменник тримає в таємниці, що він Джордж Старк. Про це знає лише його дружина Ліз. Одного разу Теда відвідує неприємний і нахабний чоловік, Фред Клоусон, який заявляє, що знає про таємницю письменника. Тед жартує, що Алексис жорстоко розправився б із Фредом за розголошення таємниці. Потім він вирішує розкрити читачам, що Тед Бомонт і Джордж Старк — та сама особа, та припинити писати низькопробне чтиво.
Задля привернення уваги Тедовий редактор пропонує символічно поховати Джорджа Старка. Виявляється, батьки письменника купили на кладовищі ділянку нібито для сина, і Тед вирішує саме там і зробити фальшиву могилу. На тому місці його з Ліз фотографує місцевий житель Гомер Гамаш. Сам Тед вважає, що цю затію невдовзі забудуть.
Вночі незнайомець зупиняє авто Гомера та жорстоко вбиває фотографа. Зранку виявляється, що фальшива могила ніби розкопана зсередини і звідти хтось виліз. Опис свідка та відбитки пальців у авто Гомера вказують, що вбивця — Тед Бомонт. Спершу поліція скептично ставиться до цих доказів. Письменник і Ліз вважають, що це зробив Фред. Але Фреда теж хтось убиває, причому саме таким чином, як описував Тед: каструє та перерізає горло. Далі гинуть Тедовий літературний агент і колишня дружина, а ще портьє та декілька поліцейських. Усіх їх двійник Теда убиває бритвою. Додатково він убиває жінку, що виказала зв'язок Бомонта і Старка (спосіб її смерті лишається за кадром).
Шериф Алан Пангборн покладає вину на Теда і ставить його домашній телефон на прослуховування. Та обставини вказують, що письменник не міг скоїти всі попередні вбивства. На стіні поруч із трупом Фреда виявляється написано кров'ю загиблого: «Горобці знову літають». Таку ж фразу Тед мимовільно пише на папері. На питання Алана чи знайома Теду ця фраза, письменника бреше, що ні. Та Ліз розуміє, що чоловік щось приховує. Тед задумується, чи не скоїв він у нестямі убивства насправді, а потім згадує, що в дитинстві йому видалили пухлину з мозку і в той же час лікарню атакувала зграя горобців.
Перебуваючи в своєму офісі, Тед отримує телефонні дзвінки від двійника та побоюється, що вбивця прийде за його дружиною та малими дітьми. Спочатку Алан підозрює, що телефонні дзвінки — це витівка самого Теда, поки двійник не починає описувати, як він збирається вбити Тедову сім'ю. Письменник усвідомлює, що його альтерего, Джордж Старк, якимось чином мстить за те, що його поховали, і поводиться так, як і його персонаж Алексис «Машина». Тед вирушає за відповідями до лікарні, де в дитинстві йому проводили операцію.
У лікарні він довідується, що видалена пухлина була недорозвиненим близнюком-паразитом. Батьки наполягали, щоб його поховали в окремій могилі «як людські останки». Саме на тому місці Тед влаштував символічну могилу Старка. Тоді до лікарні прибуває Старк, убиває лікаря і звинувачує Теда у злочині. Колега Теда, Реджі, розуміє, що Старк втілює всі якості, про які мріяв, але яких не мав Тед. Письменник визнає це, кажучи, що Старк — його «темна половина». Він здогадується — Старк хоче змусити його писати нові книги про Алексиса, бо це підтримує його живим. Раджі дає йому свисток, який приманює горобців, пояснивши, що горобці — це провідники душ до світу мертвих. Колись вони забрали душу близнюка, але вона повернулася через бажання Теда втілити свої негативні якості.
Тед попереджає Ліз про небезпеку, та вона дослухається до поради поліціянта й лишається вдома з дітьми. Старк викрадає Ліз і дітей та телефонує Теду, призначаючи зустріч. Його вимога полягає в тому, щоб закінчити книгу, яка зображує Старка в реальному світі. В разі відмови він уб'є сім'ю.
Старк і Тед зустрічаються в домовленому місці. Тед помічає, що злий двійник гниє заживо, але зцілюється, коли Тед продовжує писати. Вичекавши підхожу мить, Тед намагається застрелити Старка, але той швидко реагує і спалахує бійка. Теду вдається встромити двійнику в шию олівець. Прибуває Алан і звільняє зв'язану Ліз, яка каже, що Тед і Старк поверхом вище. Старк підводиться, та на заклик Теда прилітає величезна зграя горобців, яка закльовує двійника до смерті та забирає його до світу мертвих. Тед, Ліз і Алан спостерігають, як горобці зникають у нічному небі.

## У ролях
| Актор             | Роль                      |
| ----------------- | ------------------------- |
| Тімоті Гаттон     | Тед Бомонт / Джордж Старк |
| Емі Медіган       | Ліз Бомонт                |
| Майкл Рукер       | шериф Алан Пангборн       |
| Джулі Гарріс      | Реджі Делессепс           |
| Роберт Джой       | Фред Клоусон              |
| Кент Бродхерст    | Майк Дональдсон           |
| Бет Ґрант         | Шейла Бомонт              |
| Рутаня Алда       | Міріам Коулі              |
| Том Мардіросян    | Рік Коулі                 |
| Ларрі Джон Мейерс | доктор Прітчард           |

## Створення
- Зйомки фільму зайняли 94 дні.
- Як коледж у фільмі виступив реальний Коледж Вашингтона і Джефферсона, розташований у Вашингтоні, штат Пенсильванія, за адресою Південна Лінкольн-стріт, 60-С.
- У пролозі фільму юний Тед Бомонт пише оповідання під назвою «Тут теж водяться тигри». Ця назва одного з оповідань Стівена Кінга, що входить до збірки «Команда скелетів» (1985). Деякі джерела стверджують, що «Тут теж водяться тигри» — перше оповідання в кар'єрі письменника.
- Останній фільм Ройала Дено.
- Коли головного героя просять підписати книгу, написану під його псевдонімом, він відмовляється і стверджує, що це не його книга. При цьому на фотографії на зворотній стороні книги зображений сам Стівен Кінг.
- У Німеччині фільм вийшов під назвою «Старк».
- У фільмі було використано 4500 амадинів. Птахи споживали по 100 фунтів корму і 57 літрів води кожен знімальний день.
- Всі зйомки проходили в околицях Піттсбурга, штат Пенсильванія. Ці місця були обрані через близькість до будинку режисера Джорджа Ромеро.
- Ім'я лиходія Джорджа Старка — це натяк на сумнозвісного серійного вбивцю Чарльза Старквезера.
- Близько 2000 птахів було випущено на волю під час зйомок фіналу фільму.
- Затримка в релізі фільму на два роки була викликана банкрутством компанії-дистриб'ютора.
- За словами Стівена Кінга, історія цього фільму частково автобіографічна, оскільки в ній описані події, які підштовхнули його до створення псевдоніма Річард Бахман.
- Джон Герт і Майкл Гоф розглядалися на епізодичні ролі.
- За словами режисера Джорджа Ромеро, працювати з актором Тімоті Гаттоном часом було досить важко. Гаттон навіть покинув знімальний майданчик на кілька днів під час зйомок.
- В оригінальному романі є персонаж на ім'я Вілма, фірмовою фразою якого є «Називайте мене просто Біллі». Це, очевидно, натяк на персонажа з тим же ім'ям з оповідання «Ящик», який був включений у фільм «Калейдоскоп жахів» (1982), режисером якого також є Джордж Ромеро.
- «Темна половина» була останнім романом Стівена Кінга, перш ніж він остаточно кинув пити. Його схильність до алкоголю і бажання покінчити з цим відображені в його книгах у вигляді мотиву роздвоєння особистості.

## Сприйняття
У перший тиждень показів «Темна половина» посіла 6-е місце за касовими зборами, отримавши $3,25 млн. На агрегаторі рецензій Rotten Tomatoes фільм має 62 % схвальних рецензій.
Майкл Вілмінгтон у гезеті «Los Angeles Times» писав, що «Темна половина» хвилює та напружує. Ромеро, як і Кінг, майстер поєднувати буденне з жахливим. До того ж оригінальна книга посилається на біографію самого Стівена Кінга, що писав під псевдонімом Річард Бахман. Але, на думку критика, фільм був би страшніший, якби між Бомонтом і Старком глядачі бачили більше схожості.
Роджер Еберт розкритикував фільм за клішованого лиходія, чия містична передісторія мало розвинена. Джордж Ромеро, згідно з його висновком, приготував інтригуючу передісторію, та її не було належно використано.

## Зв'язок з іншими творами
Як і в оригінальному романі, шериф Алан Пангборн з'являється в іншій історії — «Нагальні речі». Цей твір також був екранізований у 1993 році.